# Ciprus az 1996. évi nyári olimpiai játékokon
Ciprus az egyesült államokbeli Atlantában megrendezett 1996. évi nyári olimpiai játékok egyik részt vevő nemzete volt. Az országot az olimpián 5 sportágban 17 sportoló képviselte, akik érmet nem szereztek.

## Atlétika
Férfi
| Versenyző                                                                      | Versenyszám     | Előfutam | Előfutam | Előfutam | Negyeddöntő | Negyeddöntő | Negyeddöntő | Elődöntő | Elődöntő | Elődöntő | Döntő   | Döntő    |
| Versenyző                                                                      | Versenyszám     | Idő      | Hely.    | Össz.    | Idő         | Hely.       | Össz.       | Idő      | Hely.    | Össz.    | Idő     | Helyezés |
| ------------------------------------------------------------------------------ | --------------- | -------- | -------- | -------- | ----------- | ----------- | ----------- | -------- | -------- | -------- | ------- | -------- |
| Jánnisz Ziszimídisz                                                            | 100 m           | 10,32    | 3.       | 21.*     | 10,47       | 8.          | 39.*        | kiesett  | kiesett  | kiesett  | kiesett | kiesett  |
| Ánninosz Markullídisz                                                          | 100 m           | 10,26    | 2.       | 13.**    | 10,23       | 3.          | 15.         | 10,36    | 8.       | 15.      | kiesett | kiesett  |
| Ánninosz Markullídisz                                                          | 200 m           | 20,57    | 3.       | 12.*     | 20,63       | 5.          | 22.*        | kiesett  | kiesett  | kiesett  | kiesett | kiesett  |
| Evripídisz Dimoszthénusz                                                       | 400 m           | 46,76    | 6.       | 42.      | kiesett     | kiesett     | kiesett     | kiesett  | kiesett  | kiesett  | kiesett | kiesett  |
| Pródromosz Kacandónisz                                                         | 110 m gát       | 14,34    | 7.       | 57.      | kiesett     | kiesett     | kiesett     | kiesett  | kiesett  | kiesett  | kiesett | kiesett  |
| Lukász Szpíru Ánninosz Markullídisz Pródromosz Kacandónisz Jánnisz Ziszimídisz | 4 × 100 m váltó | 40,06    | 5.       | 22.      |             |             |             | kiesett  | kiesett  | kiesett  | kiesett | kiesett  |

| Versenyző     | Versenyszám | Selejtező | Selejtező | Döntő    | Döntő    |
| Versenyző     | Versenyszám | Eredmény  | Helyezés  | Eredmény | Helyezés |
| ------------- | ----------- | --------- | --------- | -------- | -------- |
| Ilíasz Luká   | Súlylökés   | 18,48 m   | 24.       | kiesett  | kiesett  |
| Mihálisz Luká | Súlylökés   | 18,23 m   | 28.       | kiesett  | kiesett  |

Női
| Versenyző        | Versenyszám | Előfutam | Előfutam | Előfutam | Negyeddöntő | Negyeddöntő | Negyeddöntő | Elődöntő | Elődöntő | Elődöntő | Döntő   | Döntő    |
| Versenyző        | Versenyszám | Idő      | Hely.    | Össz.    | Idő         | Hely.       | Össz.       | Idő      | Hely.    | Össz.    | Idő     | Helyezés |
| ---------------- | ----------- | -------- | -------- | -------- | ----------- | ----------- | ----------- | -------- | -------- | -------- | ------- | -------- |
| Theodóra Kiriáku | 200 m       | 23,85    | 7.       | 39.      | kiesett     | kiesett     | kiesett     | kiesett  | kiesett  | kiesett  | kiesett | kiesett  |
| Theodóra Kiriáku | 400 m       | 52,09    | 5.       | 18.      | 52,26       | 8.          | 27.         | kiesett  | kiesett  | kiesett  | kiesett | kiesett  |

* - egy másik versenyzővel azonos eredményt ért el

** - két másik versenyzővel azonos eredményt ért el

## Birkózás
Szabadfogású
| Versenyző       | Versenyszám | 32-es főtábla                                | Nyolcaddöntő      | Negyeddöntő       | Elődöntő          | Vigaszág 2. kör               | Vigaszág 3. kör            | Vigaszág 4. kör           | Vigaszág 5. kör   | Vigaszág 6. kör   | Bronz- mérkőzés   | Döntő             | Helyezés |
| Versenyző       | Versenyszám | Ellenfél Eredmény                            | Ellenfél Eredmény | Ellenfél Eredmény | Ellenfél Eredmény | Ellenfél Eredmény             | Ellenfél Eredmény          | Ellenfél Eredmény         | Ellenfél Eredmény | Ellenfél Eredmény | Ellenfél Eredmény | Ellenfél Eredmény | Helyezés |
| --------------- | ----------- | -------------------------------------------- | ----------------- | ----------------- | ----------------- | ----------------------------- | -------------------------- | ------------------------- | ----------------- | ----------------- | ----------------- | ----------------- | -------- |
| Arút Parszekián | 62 kg       | Csang Dzseszong (Jang Jae-Seong) (KOR) · 2–5 |                   |                   |                   | Tjaart du Plessis (RSA) · 3–1 | Şerban Mumjiev (ROU) · 7–2 | Marty Calder (CAN) · 4–10 | kiesett           | kiesett           | kiesett           |                   | 10.      |

## Sportlövészet
Férfi
| Versenyző            | Versenyszám | Selejtező | Selejtező | Döntő   | Döntő    |
| Versenyző            | Versenyszám | Pont      | Helyezés  | Pont    | Helyezés |
| -------------------- | ----------- | --------- | --------- | ------- | -------- |
| Andónisz Andréu      | Skeet       | 121       | 9.*       | kiesett | kiesett  |
| Andónisz Nikolaídisz | Skeet       | 118       | 26.*      | kiesett | kiesett  |
| Hrísztosz Kurtéllasz | Skeet       | 117       | 32.*      | kiesett | kiesett  |

* - öt másik versenyzővel azonos eredményt ért el

## Úszás
Férfi
| Versenyző             | Versenyszám | Előfutam | Előfutam | Előfutam | Döntő   | Döntő   | Döntő   | Helyezés |
| Versenyző             | Versenyszám | Idő      | Hely.    | Össz.    | Típus   | Idő     | Hely.   | Helyezés |
| --------------------- | ----------- | -------- | -------- | -------- | ------- | ------- | ------- | -------- |
| Sztávrosz Mihailídisz | 50 m gyors  | 23,37    | 2.       | 31.      | kiesett | kiesett | kiesett | kiesett  |
| Sztávrosz Mihailídisz | 100 m gyors | 52,65    | 6.       | 50.      | kiesett | kiesett | kiesett | kiesett  |

Női
| Versenyző    | Versenyszám | Előfutam | Előfutam | Előfutam | Döntő   | Döntő   | Döntő   | Helyezés |
| Versenyző    | Versenyszám | Idő      | Hely.    | Össz.    | Típus   | Idő     | Hely.   | Helyezés |
| ------------ | ----------- | -------- | -------- | -------- | ------- | ------- | ------- | -------- |
| Marína Zarmá | 200 m gyors | 2:10,85  | 3.       | 42.      | kiesett | kiesett | kiesett | kiesett  |
| Marína Zarmá | 400 m gyors | 4:32,15  | 8.       | 39.      | kiesett | kiesett | kiesett | kiesett  |

## Vitorlázás
Férfi
| Versenyző                       | Versenyszám     | Futam | Futam | Futam | Futam | Futam | Futam | Futam | Futam | Futam | Futam | Futam | Pontszám | Helyezés |
| Versenyző                       | Versenyszám     | 1     | 2     | 3     | 4     | 5     | 6     | 7     | 8     | 9     | 10    | 11    | Pontszám | Helyezés |
| ------------------------------- | --------------- | ----- | ----- | ----- | ----- | ----- | ----- | ----- | ----- | ----- | ----- | ----- | -------- | -------- |
| Dimítriosz Láppasz              | Szörfvitorlázás | 26    | 22    | (38)  | 25    | 27    | (36)  | 33    | 27    | 35    |       |       | 195,0    | 32.      |
| Nikólasz Epifaníu Pétrosz Élton | 470-es osztály  | 25    | 24    | (33)  | 15    | (32)  | 24    | 23    | 23    | 20    | 32    | 25    | 211,0    | 31.      |